# Подчерникова-Эльворти, Эльвина Михайловна
Эльвина Михайловна Подчерникова-Эльворти (7 октября 1928 — 23 декабря 2014) — артистка цирка, общественный деятель, Народная артистка Российской Федерации (1994), Заслуженная артистка РСФСР (1969).

## Биография
Родилась в семье Михаила Дмитреевича и Нины Андреевны Подчерниковых (Эльворти — цирковой псевдоним семьи Подчерниковых, ставший позднее их фамилией).
С 1943 г. работала у своего отца в аттракционе «Во льдах Арктики» c белыми медведями, перенимала его опыт дрессировщика. Во время войны участвовала в цирковых гастролях в номере отца, в концертах в госпиталях в Саратове, Казани, Костроме, Калинине, Ярославле, Горьком.
С 1947 г. выступала велофигуристкой в номере своего мужа В. Асмуса. В 1952 г. приняла от Бориса Эдера группу дрессированных бурых медведей, подготовила с ними, выступив в качестве сценариста и режиссёра, аттракцион «Забавные медведи» и гастролировала с ним 45 лет. Животные исполняли на двух параллельных канатах на высоте 5 метров забавные и сложные трюки.
Является автором и постановщиком детских спектаклей: «Сказка Волшебницы Зимы», «Приключения царевны Незабудки» и др.
Более 40 лет входила в состав профсоюзного комитета Российской государственной цирковой компании.
Вышла на пенсию в 2000 г.
С 1993 г. возглавляла региональную общественную организацию «Общество инвалидов артистов цирка „Милосердие и благотворительность“».
Скончалась 23 декабря 2014 года в возрасте 86 лет.
Похоронена на Востряковском кладбище рядом с отцом и супругом.

## Награды и почётные звания
- Медаль «За трудовое отличие» (27 октября 1967 года) — за заслуги в развитии советского искусства, активное участие в коммунистическом воспитании трудящихся и многолетнюю плодотворную работу в учреждениях культуры[5].
- Народная артистка Российской Федерации (1 декабря 1994 года) — за заслуги в области циркового искусства и многолетнюю работу в Государственной компании «Российский цирк»[6].
- Заслуженная артистка РСФСР (30 сентября 1969 года).

## Семья
Отец — Михаил Дмитриевич Эльворти (18.10.1900 — 23.12.1981), Заслуженный артист РСФСР (1939); работал в цирке с 1922 г. (номер на турнике с М. Ольтенсом; в 1923—1943 гг. — руководитель и ловитор в номерах воздушного полёта; в 1943—1947 гг. дрессировщик белых медведей в аттракционе «Во льдах Арктики»). С 1947 г. — директор передвижных цирков.
Мать — Нина Андреевна Эльворти-Дмитриева (20.9.1909 — 15.7.1995); окончив музыкальный техникум, в 1947—1957 гг. работала лектором в зооцирке, с 1958 г. заведовала постановочной частью в цирках.
Брат — Юрий (род. 5.4.1945); окончив училище циркового и эстрадного искусства, работал акробатом, руководителем номера «Подкидные доски», участвовал в эксцентрической миниатюре «Чебурашка»; после выхода на пенсию был ассистентом в аттракционе «Забавные медведи».
Муж — Вильгельм Асмус (1928—14.4.2011), артист-велофигурист, дрессировщик. Родился в г. Брянске. Свою трудовую деятельность начал в 1942 г. в номере «Велофигуристы» п/р Вартанова. С 1973 г. дрессировщик в аттракционе «Забавные медведи».
- сын — Юрий Вильгельмович Эльворти (род. 4.4.1948); в 1973 г. окончил Московский институт физической культуры; работал в группе велофигуристов отца, в номере гимнастов на кольцах Филатовых; женат на Илоне Викторовне Эльворти-Филатовой (род. 26.9.1956), совместно с ней создал аттракцион «Птицеловы», содержащий оригинальные трюки с птицами, собаками и медведями;
  - внук — Эдуард (род. 16.10.1976) — воздушный гимнаст.

## Интересные факты
Двойная фамилия Подчерникова-Эльворти — компромисс с руководством, желавшим подчеркнуть русское начало в аттракционе «Забавные медведи». По паспорту фамилия Эльвины Михайловны — Эльворти.